# Euphorbia brevis
Euphorbia brevis ist eine Pflanzenart aus der Gattung Wolfsmilch (Euphorbia) in der Familie der Wolfsmilchgewächse (Euphorbiaceae).

## Beschreibung
Die sukkulente Euphorbia brevis entspringt einer knolligen Wurzel, die bis etwa 8 Zentimeter im Durchmesser erreicht. Die dreikantigen Triebe, die sich im Bereich der Basis verzweigen, werden bis 10 Zentimeter lang. An den Kanten stehen buchtige Warzen im Abstand von bis zu 12 Millimeter zueinander. Die dreieckigen Dornschildchen werden bis 3 Millimeter groß. Es werden Dornen bis 4 Millimeter Länge und schuppenartige Blätter bis etwa 1 Millimeter Länge ausgebildet.
Der Blütenstand besteht aus einzelnen und einfachen Cymen, die sich an bis 12 Millimeter langen Stielen befinden. Die Cyathien werden 4 Millimeter groß und die länglichen Nektardrüsen stoßen aneinander. Der Fruchtknoten ist mit scharfen Kanten gelappt und steht an einem etwa 6 Millimeter langen und zurückgebogenem Stiel. Über die Früchte und den Samen ist nichts bekannt.

## Verbreitung und Systematik
Euphorbia brevis ist in Angola in Strauchflächen und auf Grasland verbreitet.
Die Erstbeschreibung der Art erfolgte 1911 durch Nicholas Edward Brown.